# Detritivora
Detritivora is een geslacht van vlinders uit de familie van de prachtvlinders (Riodinidae), onderfamilie Riodininae.
Detritivora werd in 2002 voor het eerst wetenschappelijk beschreven door Hall & Harvey.

## Soorten
Detritivora omvat de volgende soorten:
- Detritivora argyrea (Bates, H, 1868)
- Detritivora ariquemes (Harvey & J. Hall, 2002)
- Detritivora barnesi (Hall, J & Harvey, 2001)
- Detritivora brasilia (Harvey & J. Hall, 2002)
- Detritivora breves (Harvey & J. Hall, 2002)
- Detritivora cacaulandia (Harvey & J. Hall, 2002)
- Detritivora callaghani (Hall, J & Harvey, 2001)
- Detritivora caryatis (Hewitson, 1866)
- Detritivora cleonus (Stoll, 1782)
- Detritivora cuiaba (Harvey & J. Hall, 2002)
- Detritivora gallardi (Hall, J & Harvey, 2001)
- Detritivora gynaea (Godart, 1824)
- Detritivora hermodora (Felder, C & R. Felder, 1861)
- Detritivora humaita (Harvey & J. Hall, 2002)
- Detritivora ipiranga (Harvey & J. Hall, 2002)
- Detritivora iquitos (Harvey & J. Hall, 2002)
- Detritivora ma (Harvey & J. Hall, 2002)
- Detritivora major (Lathy, 1932)
- Detritivora manicore (Harvey & J. Hall, 2002)
- Detritivora manu (Harvey & J. Hall, 2002)
- Detritivora matic (Harvey & J. Hall, 2002)
- Detritivora maues (Harvey & J. Hall, 2002)
- Detritivora negro (Harvey & J. Hall, 2002)
- Detritivora nicolayi (Hall, J & Harvey, 2001)
- Detritivora palcazu (Harvey & J. Hall, 2002)
- Detritivora rocana (Harvey & J. Hall, 2002)
- Detritivora santarem (Harvey & J. Hall, 2002)
- Detritivora smalli (Hall, J & Harvey, 2001)
- Detritivora tapajos (Harvey & J. Hall, 2002)
- Detritivora tefe (Harvey & J. Hall, 2002)
- Detritivora zama (Bates, H, 1868)